# Parafia Zwiastowania Najświętszej Maryi Panny w Piotrkowicach
Parafia Zwiastowania Pańskiego – parafia rzymskokatolicka w Piotrkowicach (diecezja kielecka, dekanat chmielnicki). Erygowana w 1652. Mieści się przy ulicy Kościelnej. Duszpasterstwo w niej prowadzą karmelici bosi.